# GAP Financiero
En el mercado bursátil, un GAP representa un vacío entre dos cotizaciones sucesivas, causado por la falta de operaciones en ese periodo determinado; éste vacío también se puede ver representado por una noticia que impacta relevantemente el precio del título valor. Estos vacíos al alza representan fortalezas en el mercado y el riesgo se encuentra en una disminución de las tasas de interés, mientras que los vacíos a la baja muestra una debilidad y posible corrección de los precios al notar un incremento del riesgo por las tasas de interés.

## Tipos
Generalmente los GAP's ocurren en los cierres del mercado en una hora del día y las aperturas en el día siguiente, y se dividen en 3 tipos:
- GAP de ruptura: Ocurren al inicio de un movimiento del mercado, debido a que la brecha cambia de precio el activo, de tal manera que rompe la zona de congestión del activo generando una tendencia alcista o bajista.
- GAP de continuación: Se producen generalmente en la mitad de los GAP de ruptura, y es una señal clara de que la tendencia puede continuar, ocurre un aumento o disminución repentino del precio de la acción y lentamente se va generando la tendencia.
- GAP de agotamiento: Están ubicados al final de una tendencia e indican que esta está a punto de terminar o revertirse. Éste GAP genera varias alertas, sobre todo en tendencias bajistas en donde los trader toman medidas para que los valores se normalicen.

## Consejos para utilizar los GAP
Para entender y utilizar correctamente los GAP, se recomienda hacer un estudio constante de la situación del mercado, conocer las razones de las tendencias alcistas y bajistas, entender que estos cambios representativos en los precios suceden por algo. Existen un montón de patrones que permiten predecir el comportamiento de los mercados y tener un buen entendimiento de la compra y venta de las acciones en el mercado.
El análisis de comportamiento histórico de las acciones y las conocidas velas japonesas en el mercado bursátil, permiten aumentar las probabilidades de anticipar los movimientos de las acciones que están en juego y ayudarán a cumplir las previsiones y objetivos propuestos por cada trader.